# Charles-Joseph de Ligne
Charles-Joseph Lamoral, 7e prince de Ligne, né à Bruxelles le 12 mai 1735 et mort à Vienne le 13 décembre 1814, est un maréchal de l'armée du Saint-Empire, diplomate au service de l'Empereur et homme de lettres des Pays-Bas autrichiens.
Fréquentant les plus grandes cours d'Europe, il fut bon militaire mais aussi un grand séducteur. Considéré comme un des trois grands mémorialistes du XVIIIe siècle avec Giacomo Casanova et Giuseppe Gorani, il fut admiré de Goethe, Lord Byron, Barbey d'Aurevilly, Paul Valéry et Paul Morand.

## Biographie

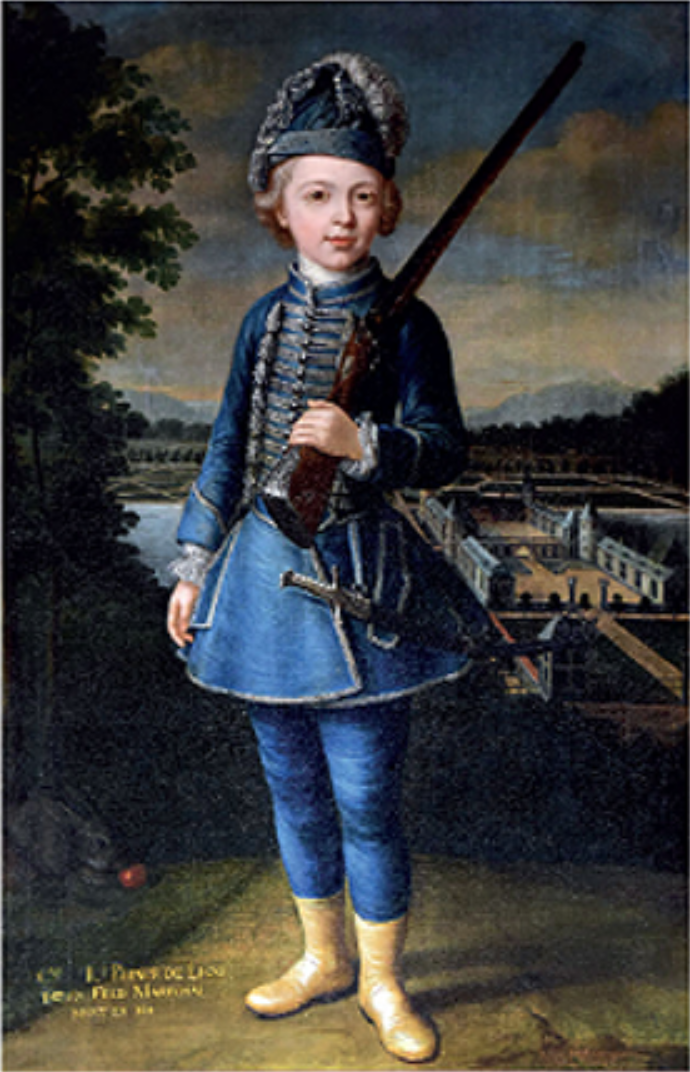
Charles-Joseph, à l'âge de 10 ans, œuvre anonyme du XVIIIe siècle.

Fils de Claude-Lamoral II, 6e prince de Ligne, et de la princesse Élisabeth de Salm, il a pour parrain et marraine l'empereur Charles VI et son épouse l'impératrice Élisabeth-Christine de Brunswick-Wolfenbüttel.
Il perd sa mère à l'âge de 4 ans. Jusqu'en 1755, Étienne de La Porte est son gouverneur, à qui il rendra hommage dans un de ses livres : « Formant mon âme en même temps que mon esprit, il acquit d'autant plus de droits à ma reconnaissance que je crois que si je valais quelque chose, ce serait à lui que je le devrais. »
À l'âge de 15 ans, il rédige son premier ouvrage, Discours sur la profession des armes. En 1751, son père le conduit à Vienne et le présente à l'empereur François Ier et à l'impératrice Marie-Thérèse, qui le fait chambellan.
Le 6 août 1755, il épouse à Vienne la princesse Françoise-Marie-Xavière de Liechtenstein. Entré au service de l'Autriche la même année, il accomplit, en qualité d'officier, de vaillantes campagnes durant la guerre de Sept Ans. Il prend part, entre autres, aux batailles de Kolin, de Breslau, de Leuthen et de Hochkirch.
Nommé colonel à la bataille de Kunersdorf, il est envoyé à Versailles pour annoncer la victoire autrichienne de Maxen.
Il est nommé grand bailli du Hainaut en 1791. Entré en diplomatie, sa sympathie pour les rebelles belges lui en ferme la porte. Lors de l'annexion par la France, en 1792, ses biens sont confisqués. Il ne reverra plus son château de Belœil mis sous séquestre, et s'installe définitivement à Vienne en 1792.
Il est alors un homme âgé au seuil de la vieillesse (58 ans) et vit assez pauvrement, ne s'occupant plus que d'art et de science. Catherine II, pour améliorer sa situation, le fait feld-maréchal russe et lui donne une terre en Crimée.
Le 25 février 1803, à la suite de la confiscation de ses biens lors de l'annexion française, il reçoit une compensation par le recès de la Diète d’Empire. À l'article 11 de la résolution, il est écrit que : « pour la perte de Fagnolle, le prince de Ligne obtient l'abbaye d'Edelstetten (en) comme comté ». Il obtint également un siège au conseil impérial (Reichsfürstenrat), au banc des comtes de Souabe, le siège CXXVI (no 126). Le 22 mai 1804, deux ans avant la dissolution du Saint-Empire, il vend Edelstetten au prince Esterhazy de Galantha.
Le crépuscule de sa vie se déroule au moment du congrès de Vienne, dont il devient le « maître des plaisirs ». « C'est une chose étrange qu'on voit ici, pour la première fois, le plaisir conquiert la paix », dit-il à son ami et alter ego, le prince de Talleyrand. Auteur du célèbre « Le congrès danse beaucoup, mais il ne marche pas », il annonce sa propre mort (dans sa 79e année) par : « Il manque encore une chose au Congrès : l'enterrement d'un feldmarschall, je vais m'en occuper. »
Il a fréquenté Giacomo Casanova dont il devint l'ami intime, Wieland, Germaine de Staël et a correspondu avec Rousseau, Voltaire, Goethe, Frédéric II et la tsarine Catherine II (avec qui il a été en correspondance permanente).
Charles-Joseph de Ligne fut membre de la loge bruxelloise L’Heureuse Rencontre. En 1785 fut fondée la loge Ligne équitable du régiment de Ligne, dont il fut le vénérable maître,. Ses funérailles ont lieu en l'église des Écossais à Vienne (en) et il est ensuite inhumé dans la capitale autrichienne.

### Lignée familiale
Fils de Claude Lamoral II (5 juillet 1685 - 7 août 1766), 6e prince de Ligne et du Saint-Empire, prince d'Amblise et d'Épinoy, grand d'Espagne, marquis de Roubaix, etc., gouverneur du duché de Limbourg, chevalier de la Toison d'or (1721, brevet no 657), conseiller d'État, et de la princesse Elisabeth Alexandrina zu Salm (22 juillet 1704 - 27 décembre 1739, Bruxelles), Charles-Joseph épouse le 6 août 1755 Maria Franziska (27 novembre 1739 - 17 mai 1821), fille de Emanuel Joseph Johann (3 février 1698, Vienne - 15 janvier 1771, Vienne), prince von und zu Liechtenstein, grand-maître de la Cour. Ensemble, ils eurent :
1. Marie-Christine (1757-1830), dame de la Croix-Étoilée, mariée le 31 janvier 1775 à Bruxelles, avec Johann Nepomuk (17 décembre 1753, Vienne - 3 janvier 1826, Vienne, 2e prince von Clary-Aldringen, dont postérité ;

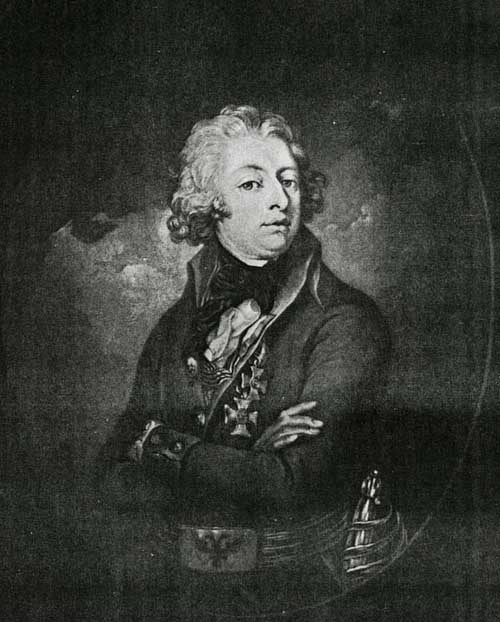
Charles Joseph Antoine Lamoral Ghislain de Ligne.

2. Charles Joseph Antoine Lamoral Ghislain de Ligne. Charles Joseph Antoine Lamoral Ghislain[5] (25 novembre 1759 - tué le 14 septembre 1792, Combat de La Croix-aux-Bois), colonel, chevalier de l'Ordre militaire de Marie-Thérèse, commandeur de l’Ordre impérial et militaire de Saint-Georges, marié, le 29 juillet 1779 à L'Abbaye-aux-Bois (Paris), avec la princesse Helena Apolonia Massalska (9 février 1763 - 30 octobre 1815 - château de Saint-Ouen, inhumée le 2 novembre au cimetière du Père-Lachaise), dont :
  1. Sidonie (10 décembre 1786 - 14 mai 1828), mariée, le 8 septembre 1807 à Teplitz, avec le comte Franciszek Potocki (1788-1853) (pl) (2 juillet 1788 - 15 janvier 1853), de la famille Potocki, aide de camp du maréchal Davout, dont postérité ;
  2. d'une relation adultère avec « Mademoiselle Fleury » (Marie-Anne-Florence Bernardy-Nones) (28 décembre 1766, Anvers - 23 février 1818, Orly), il eut une fille légitimée en 1810, (Fanny-)Christine - celle que l'on nomme "Titine" dans les chroniques familiales - (4 janvier 1788 - 19 mai 1867), mariée le 6 octobre 1811 avec Maurice O'Donnell von Tyrconell (en) (18 mars 1780 - 1er décembre 1843), comte O'Donnell von Tyrconell, dont postérité ;
3. François Léopold (1764-1771) ;
4. Louis-Eugène (12 mai 1766, Bruxelles - 10 mai 1813, Bruxelles), marié, le 27 avril 1803 au château de Belœil, avec Louise van der Noot de Duras (15 septembre 1785, Bruxelles - 4 mars 1863, Paris, remariée au comte Charles d'Oultremont), dont :
  1. Eugène (7 pluviôse an XII, Bruxelles - 20 mai 1880, Bruxelles), 8e prince de Ligne « et du Saint-Empire », prince d'Amblise et d'Épinoy ;
  2. Jules Louis (1806-1811) ;
  3. Octavie (1808-1810) ;
5. Adalbert Xavier (1767-1771) ;
6. Euphémie Christine (1773-1834), mariée le 11 septembre 1798 avec János, comte Pálffy de Erdőd (6 avril 1775-1821) ;
7. Flore (1775-1849), mariée en 1812 avec Raban, baron Spiegel (1775-1836) ;

L'un de ses descendants directs est le prince Antoine de Ligne.
Il avait eu également de ses relations extra-conjugales deux filles, la première (1770-1770) née d'Angélique D'Hannetaire (1749-1822), la seconde, Adèle (1809-1810), née de « Mademoiselle Adélaïde ».

### Titres

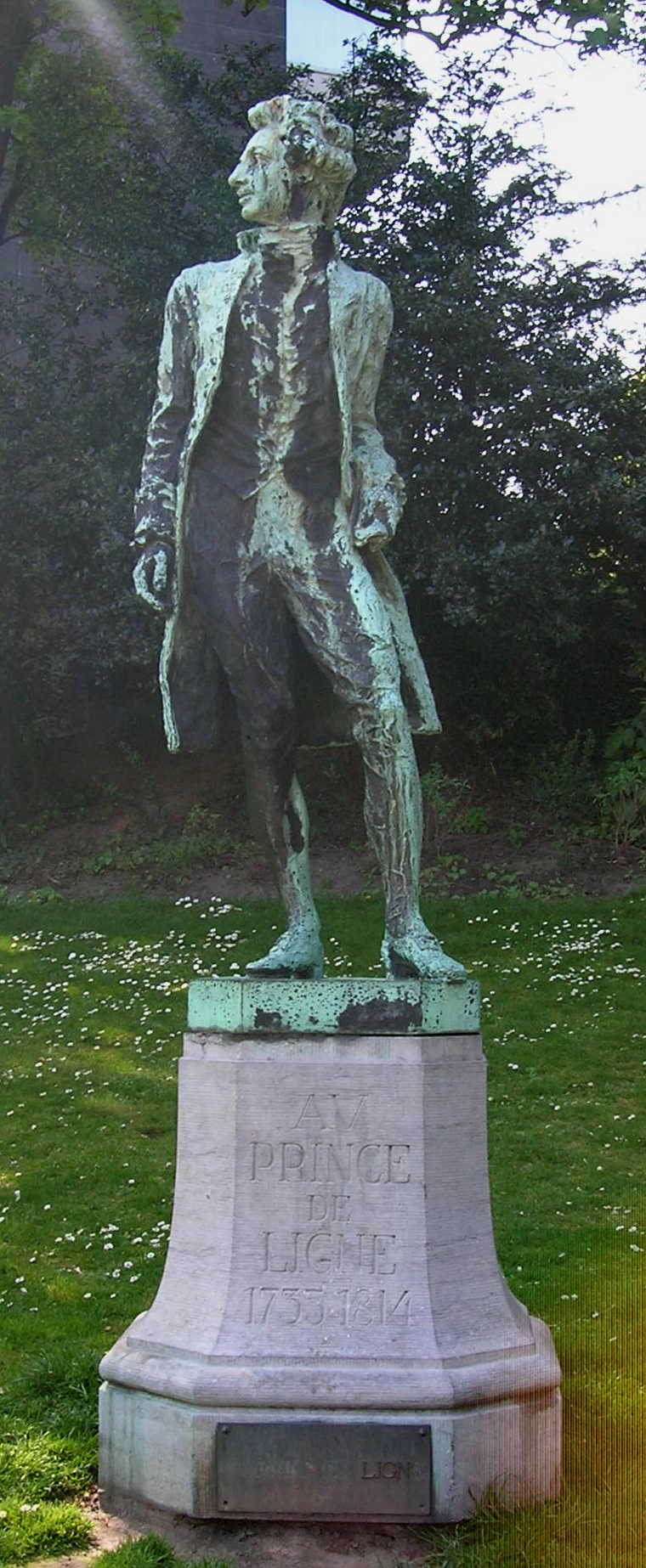
Charles-Joseph de Ligne au Parc d'Egmont à Bruxelles.

- 7e Prince de Ligne et du Saint-Empire,
- Prince d'Amblise et d'Épinoy,
- Marquis de Roubaix,
- Comte de Fauquemberg et de Nichin,
- Vicomte de Leyden,
- Baron de Werchin, de Belœil (Belgique), d'Antoing, de Cisoing, de Villiers, de Jeumont,
- Souverain de Fagnolle,
- Seigneur de Baudour, de Ponthoir, de Montrœul, d'Hauterange, de Pommereul, d'Ollignies,
- Premier seigneur de Flandres.

#### Fonctions héréditaires
- Grand d'Espagne ;
- Pair, sénéchal et maréchal de Hainaut.

## Décorations
- Chevalier de l'ordre autrichien de la Toison d'or (1772, brevet no 806),
- de l'ordre militaire de Marie-Thérèse,
- de l'ordre de la Couronne de fer.

## Hommage et honneurs
- Une statue à son effigie a été érigée à Bruxelles (au parc d'Egmont, œuvre de John Cluysenaar) et à Belœil (œuvre de Charles Brunin).

## Œuvres
Ses œuvres complètes comptent 34 volumes, dont :
- Lettres à Eugénie sur les spectacles (1774)
- Céphalide, ou les Autres mariages samnites, comédie en musique (1777)
- Préjugés et Fantaisies militaires (1780)
- Colette et Lucas, comédie en musique (1781)
- Coup d'œil sur Belœil (1781)
- Fantaisies militaires (1783)
- L'Amant ridicule, proverbe en prose (1787)
- Mélanges militaires, littéraires et sentimentaires (1795-1811)
- Mémoires sur les Juifs (1795-1811)
- Les Embarras, pièce en un acte (manuscrit)
- Mes Écarts ou Ma Tête en liberté (1797 à 1811)
- Contes immoraux[7] (1801)
- Fragments de l'histoire de ma vie, manuscrit publié chez Plon par Félicien Leuridant, 2 tomes, Paris, 1928.

### Éditions contemporaines
- Fragment sur Casanova, Paris, Allia, 1998, 80 p. (ISBN 2-911188-81-0, lire en ligne)
- Lettres à Eugénie, dans Ecrits sur l'art théâtral, Spectateurs, vol. 1, édition établie et présentée par Sabine Chaouche, Paris, Éditions Honoré Champion, 2005  (ISBN 2-7453-1230-8).
- Charles-Joseph de Ligne, Œuvres, édition établie et présentée par Roland Mortier, Bruxelles, Éditions Complexe, 2006, coffret composé de 3 tomes  (ISBN 978-2-80480-081-9).
- Fragments de l'histoire de ma vie, 2 tomes, édition établie et présentée par Jeroom Vercruysse, Paris, Éditions Honoré Champion, 2009.
- Lettres à Eugénie, Lettres à Eulalie, Dialogue des morts, éditions établies et présentées par Sabine Chaouche, dans Écrits sur la société, Jeroom Vercruysse (dir.), Paris, Éditions Honoré Champion, 2010  (ISBN 9782745320469)
- Mes Écarts ou Ma Tête en liberté (dir. Maxence Caron), Paris, Les Belles Lettres, coll. "Classiques favoris", 368 p., 2016  (ISBN 978-2251446226).